# Tatjana Mihhailova-Saar
Tatjana Mihhailova-Saar, mer känd som Tanja, född 19 juni 1983 i Kaliningrad i Sovjetunionen, är en estnisk sångerska och skådespelerska. Hon representerade Estland i Eurovision Song Contest 2014 i Köpenhamn med bidraget "Amazing". Hon framförde låten i den första semifinalen men gick inte vidare till final.
Tanja föddes i juni 1983 i dåvarande Sovjetunionen men flyttade i tidig ålder till Estland (dåvarande Estniska SSR). Hon inledde karriären i tidig ålder och 1998 vann hon musiktävlingen Utrennaja zvezda i lettiska Jūrmala. Ledd av den estniske musikern Sven Lõhmus bildade hon 2001 tillsammans med sångerskan Ly Lumiste musikgruppen Nightlight Duo. Bandet släppte två album och deltog vid två tillfällen i Eurolaul, Estlands uttagning till Eurovision Song Contest. 2002 deltog de med "Another Country Song" och slutade tvåa. Året därpå deltog de med "I Can B the 1" och slutade fyra. Båda bidragen hade producerats av Sven Lõhmus. 2004 bröt duon på grund av Lumistes graviditet.
Tanja har även spelat i estniska musikaler såsom Fame (2006). 
2014 deltog hon i Estlands uttagning till Eurovision Song Contest 2014, Eesti Laul 2014 med bidraget "Amazing" som hon själv varit med och producerat. Tanja fick i finalen av tävlingen 7 poäng av juryn (som mest kunde ge 10 poäng) samt 9 poäng av tittarna (som mest kunde ge 10 poäng). Med dessa poäng slutade hon tvåa av de 10 deltagarna och tog sig därmed till superfinalen som går mellan ettan och tvåan, men där enbart telefonröstning gäller. I superfinalen vann Tanja över Super Hot Cosmos Blues Band med 53% av folkets röster och fick därmed att representera Estland i Eurovision Song Contest. Hon framförde låten i den första semifinalen men gick inte vidare till final.